# Waldemar Osterloff
Waldemar Osterloff (* 1. April 1858 in St. Petersburg; † 4. September 1933 in Straßburg) war ein deutscher Architekt und Bauunternehmer.

## Biografie

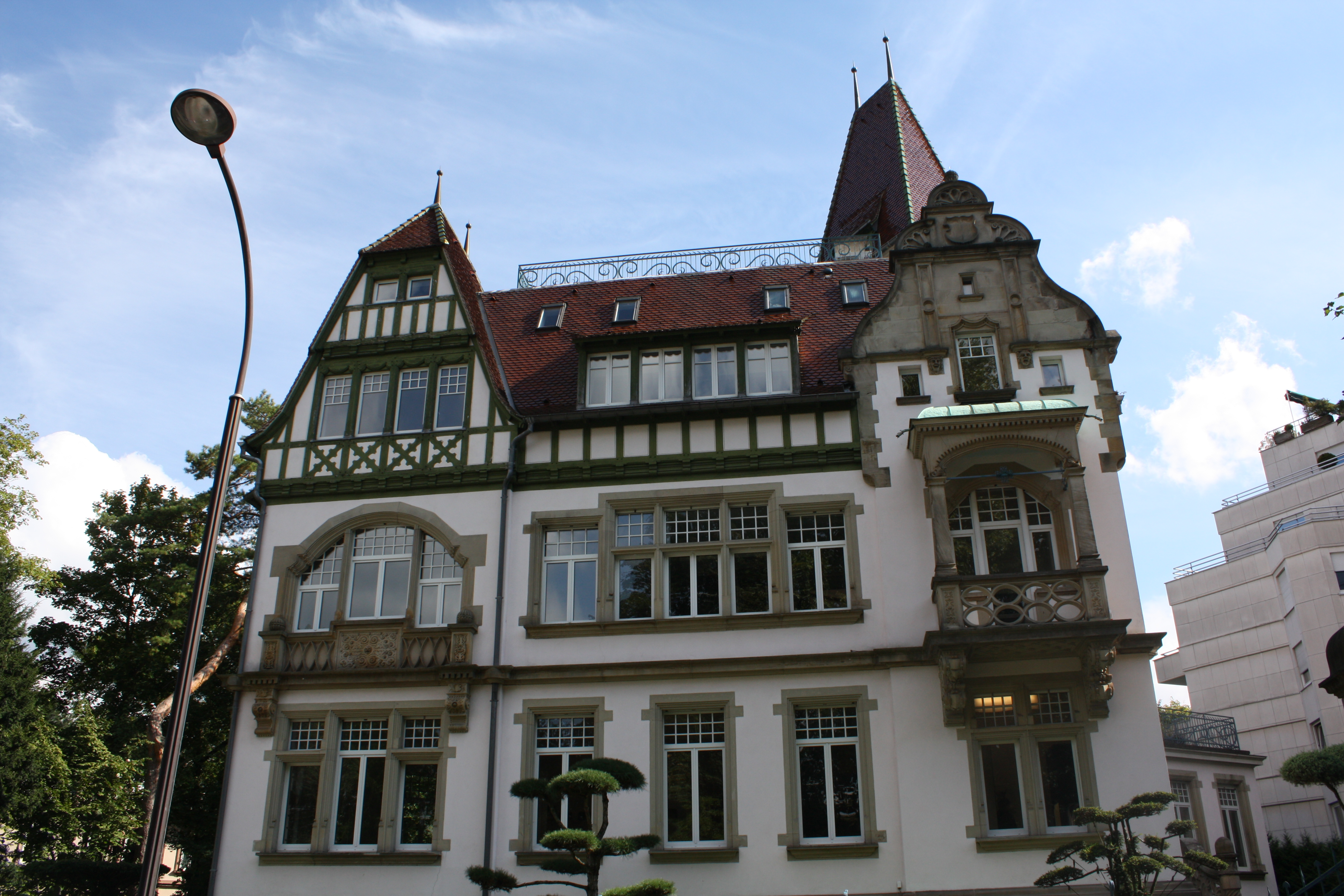
Manoir du Contades

Waldemar Osterloff war der Sohn eines Musikers und wurde während einer Reise nach St. Petersburg geboren. Als er drei Jahre alt war, zog seine Familie nach Freiburg im Breisgau, Osterloff besuchte dort das Großherzogliche Gymnasium. Er studierte ab 1878 Architektur am Polytechnikum Karlsruhe und wurde Mitglied der Burschenschaft Germania (heute Teutonia). Während des Studiums entstand der Kontakt zu Otto Back. Nach Ende des Studiums bot ihm Back die Leitung seines Baugeschäfts in Straßburg an. Osterloff nahm das Angebot an und siedelte 1891 nach Straßburg über, er führte das Baugeschäft auch nach Backs Tod weiter. Parallel dazu war er auch als Architekt tätig. 
Osterloff war an dem Bau zahlreicher Gebäude in Straßburg und in anderen Gebieten beteiligt, zum Beispiel:
- Jugendstil-Wohnhaus in Straßburg, 7 rue Édouard Teutsch
- Allgemeines Krankenhaus der Gemeinde Teschen
- heutiges Zentrum für Psychiatrie in Emmendingen

Um 1930 ging Osterloff in den Ruhestand. Er war verheiratet und hatte eine Tochter und zwei Söhne. Sein Wohnsitz befand sich zuletzt in der prachtvollen Straßburger Villa Manoir du Contades, auch als „Villa Osterloff“ bekannt, erbaut 1902 vom Architekten Albert Nadler (1863–1952).